# Парк Карагеоргия
Парк Карагеоргия (Караджорджев парк) — парк, расположенный в центральной части города Подгорица (Черногория).

## Географическое положение
Парк расположен в центре города. С трёх сторон парк ограничен городскими улицами, а с западной стороны примыкает к отелю «Hilton» (бывший отель «Црна Гора»).

## Описание
Парк назван в честь Карагеоргия (в сербской транскрипции — Караджордже) — руководителя Первого сербского восстания против Османской империи. Парк очень тенистый, поэтому летом в солнечные дни является излюбленным местом для отдыха горожан. Большую часть парка занимают сосны и хвойные деревья, но есть и большое разнообразие цветущих растений.

## История
Один из старейших парков Подгорицы. Первоначально был разбит в 1927 году, а в 1954 году был восстановлен после серьезных повреждений, которые получил  во время войны.

## Достопримечательности
В центре парка находится бронзовый памятник Карагеоргию — основателю сербской династии Карагеоргиевичей. 